# رودخانه ان
رودخانه ان (به فرانسوی: Haine یا Hayne) رودی در فرانسه و بلژیک است.